# 伊夫雷勒波兰
伊夫雷勒波兰（法語：Yvré-le-Pôlin，法語發音：[ivʁe lə polɛ̃]）是法国萨尔特省的一个市镇，属于拉弗莱什区。

## 地理
伊夫雷勒波兰（47°49'9"N, 0°9'10"E）面积21.84 平方千米，位于法国卢瓦尔河地区大区萨尔特省，该省份为法国西北部内陆省份，北起顺时针与奥恩省、厄尔-卢瓦省、卢瓦-谢尔省、安德尔-卢瓦尔省、曼恩-卢瓦尔省和马耶讷省接壤，是法国大西部的入口，连接卢瓦尔河谷、布列塔尼和巴黎盆地。
与伊夫雷勒波兰接壤的市镇（或旧市镇、城区）包括：盖塞拉尔、瓦泽、帕里涅勒波兰、勒凯伊。

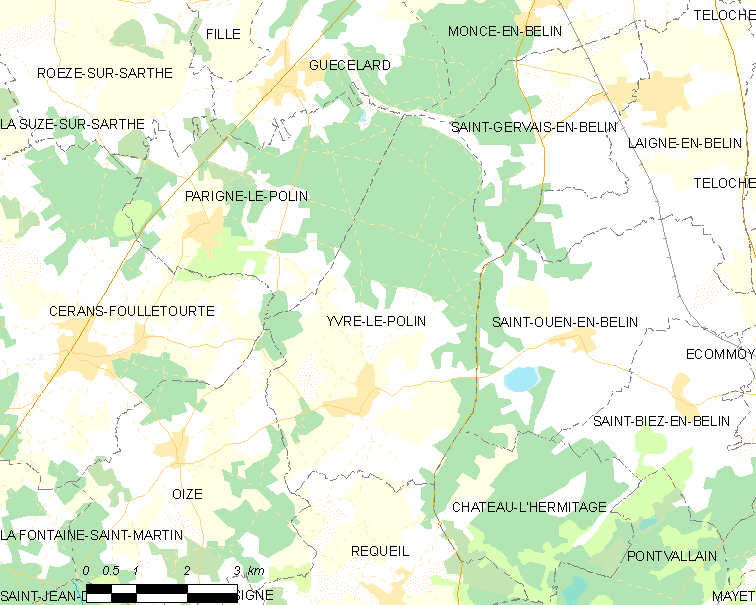
伊夫雷勒波兰的OSM定位图

伊夫雷勒波兰的时区为UTC+01:00、UTC+02:00（夏令时）。

## 行政
伊夫雷勒波兰的邮政编码为72330，INSEE市镇编码为72385。

## 政治
伊夫雷勒波兰所属的省级选区为勒吕德县。

## 人口

1962-2008年间伊夫雷勒波兰人口变化图示

伊夫雷勒波兰于2022年1月1日时的人口数量为1734人。